# Koninklijke Harmonie van Maastricht 1825

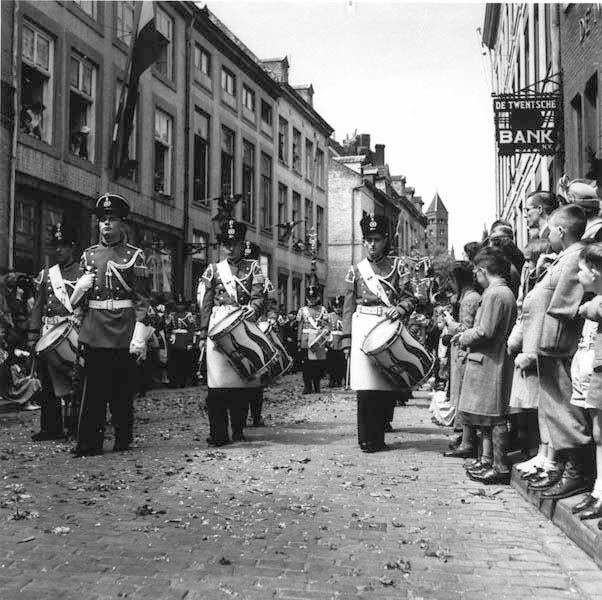
De "Keuninklike" in de Bredestraat tijdens de Heiligdomsvaart van 1962

De Koninklijke Harmonie van Maastricht 1825, in de volksmond de Keuninklike, is het oudste harmonieorkest van Maastricht en tevens de oudste koninklijke harmonie van Nederland, opgericht in 1825.

## Geschiedenis
In 1825 richtten enkele Maastrichtse notabelen de Société d'Harmonie op. Koning Willem II verleende in 1846 tijdens een bezoek aan Maastricht het predicaat Koninklijk, vanwege "verdiensten voor vorst en vaderland". De Société d'Harmonie ging vanaf dat moment verder als de Koninklijke Harmonie van Maastricht 1825. 
De blokkade van Maastricht (1830-1833) als gevolg van de Belgische Revolutie betekende een tijdelijk einde van de harmonie. Na het opheffen van de belegstaat werden de repetities en lessen hervat. De vóór de blokkade door de vereniging opgerichte muziekschool werd weer geopend. Dit was de eerste muziekschool in Maastricht en de voorloper van zowel de huidige Stedelijke Muziekschool (Kumulus) als het Conservatorium Maastricht.
Rond 1850 bouwde de vereniging de eerste concertzaal in Maastricht. Deze eigen zaal lag aan de Kleine Gracht, vlak bij de Markt. Later werd dit de bioscoop Mabi, anno 2019 het Mabi Hotel. Na een faillissement en een doorstart gaf Koningin Wilhelmina in 1906 het predicaat 'koninklijk' terug.
Het bestaan van de harmonie werd bemoeilijkt door de Eerste en Tweede Wereldoorlog. Tijdens de Tweede Wereldoorlog moest de vereniging haar bezittingen afstaan aan de Duitse bezetter. In 1951 verwierf de harmonie een nieuw vaandel, dat echter is zoek geraakt.
Eind jaren '50 bereikte de vereniging haar muzikale hoogtepunt. In 1958 werd de vereniging wereldkampioen tijdens het Wereld Muziek Concours in Kerkrade.
Tijdens de voorbereidingen voor het 150-jarig 'koninklijk bestaan' in 1996 componeerde Wim Laseroms de mars Jubile Royal. Het 175-jarig (niet-koninklijk) bestaan werd in 2000 gevierd met onder andere een jubileumconcert in het Theater aan het Vrijthof met medewerking van Benny Neyman.
De burgemeester van Maastricht is traditioneel erevoorzitter van de harmonie en de gouverneur van Limburg beschermheer.

## Lijst van recente dirigenten
- Tim Aerdts 2018-heden
- Richard Dols 2015-2018
- Corné van der Meulen, 2012-2015
- Jan van den Bosch, 2011-2013
- Johan Martens, 2009-2011
- Maurice Dubislav, 1999-2009
- Thijs Zenden, 1980-1999

Verder was Martin Koekelkoren enige tijd als invallend dirigent aan het harmonieorkest verbonden.